# Jann Anderegg
Jann Anderegg (* 1984) ist ein Schweizer Filmeditor.

## Leben
Jann Anderegg wurde als Sohn einer Uhrmacherin im Toggenburg im Kanton St. Gallen geboren.
Nachdem er in verschiedenen Positionen an verschiedenen Film- und Fernsehprojekten mitgearbeitet hatte, studierte er an der Filmakademie Baden-Württemberg in Ludwigsburg Filmschnitt.
Seit Abschluss seines Studiums hat er zahlreiche fiktionale und dokumentarische Spielfilme geschnitten. Er ist Mitglied der Schweizer und der Europäischen Filmakademie. Als freier Editor lebt und arbeitet er in Zürich und Berlin. 

## Filmografie (Auswahl)
- 2007: Ameisenweg
- 2014: Dora oder die sexuellen Neurosen unserer Eltern, Dschoint Ventschr Filmproduktion/Niko Film, Regie: Stina Werenfels – Uraufführung Berlinale 2015.
- 2014: Zerrumpelt Herz, Regie: Timm Kröger – Weltpremiere Filmfestspiele von Venedig 2014
- 2014: POLDER Become a Game, Dschoint Ventschr Filmproduktion / Niama Films, Regie: Samuel Schwarz, Julian M. Grünthal
- 2015: Late Shift von Tobias Weber – BAFTA-Gewinner 2018, erster interaktiver Kinofilm der Welt
- 2016: Bon Voyage, Dschoint Ventschr Filmproduktion, Regie: Marc R. Wilkins
- 2016: Die Lizenz, Filmakademie Baden-Württemberg/La Fémis, Regie: Nora Fingscheidt
- 2017: Krähen schiessen, chfilm, Regie: Christine Hürzeler.
- 2017: Truth Detectives von Anja Reiß, doc.station für WDR und arte
- 2018: To the Sea, Emilia Productions, Regie: Julian M. Grünthal
- 2018: Baghdad in my Shadow, Dschoint Ventschr Filmproduktion, Regie: Samir
- 2019: Fensterlos, Aaron Film, Regie: Samuel Flückiger
- 2019: The Saint of the Impossible, Dschoint Ventschr Filmproduktion, Regie: Marc R. Wilkins
- 2020: Das Haus gegenüber, chfim, Regie: Christine Hürzeler
- 2020: Zähle die Wege meiner Flucht, Mareschka Filmkollektiv, Regie: Dusan Solomun
- 2022: Mad Heidi
- 2023: Die Theorie von Allem

## Auszeichnungen
- 2020 erhielt er den Schweizer Filmpreis für den besten Filmschnitt für Baghdad in my Shadow.[1][2]